# Neu-Lohn

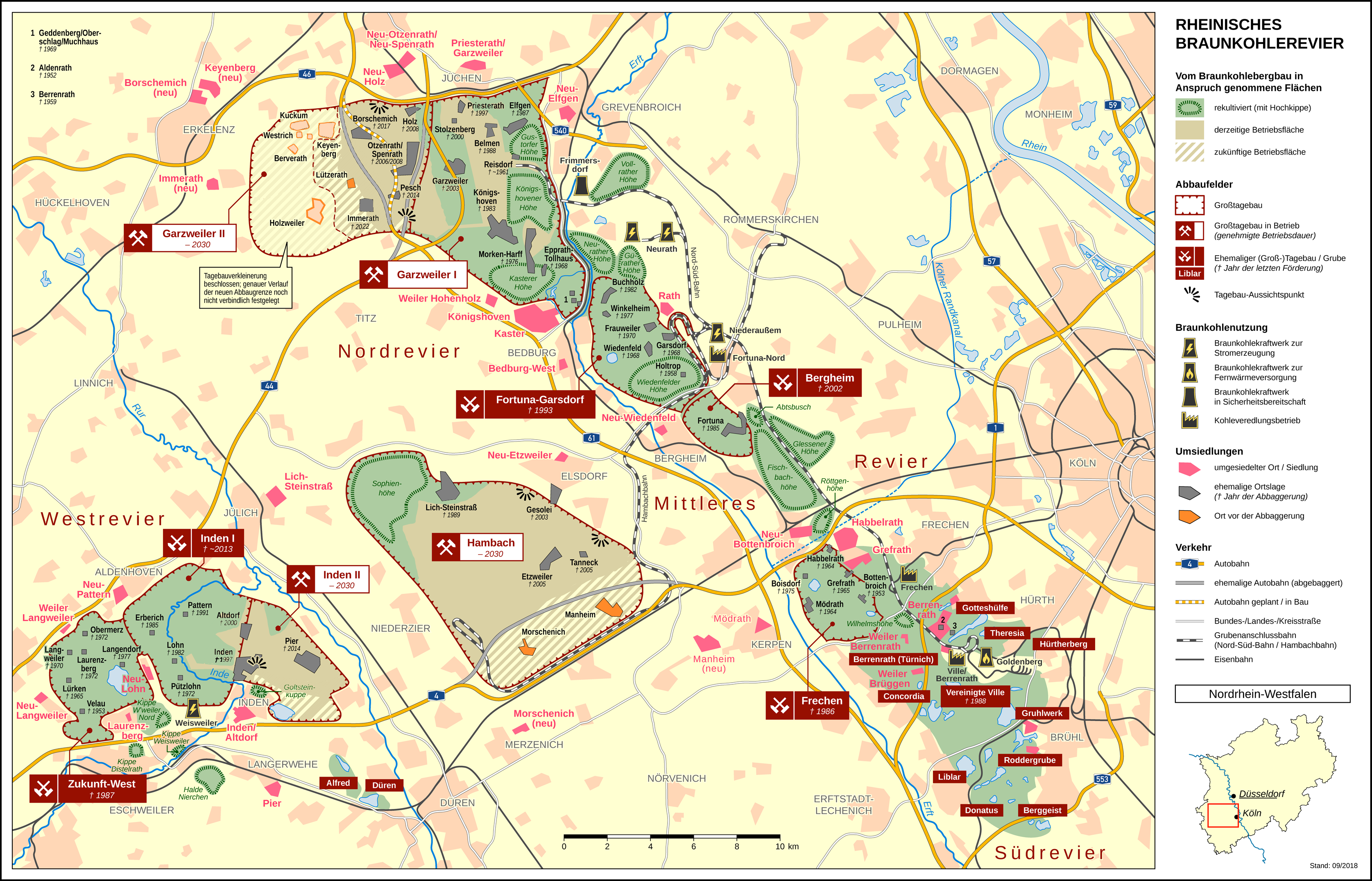
Lage von Neu-Lohn im Rheinischen Braunkohlerevier

Neu-Lohn ist der nördlichste Stadtteil von Eschweiler, östlich des Blausteinsees und westlich einer Moto-Cross-Strecke. Neu-Lohn bildet zusammen mit Fronhoven einen Doppelstadtteil und wurde in den 1960er und 1970er Jahren an den südöstlichen Dorfausgang des verbliebenen Dorfes Fronhoven gebaut. Benannt wurde der Ort nach dem abgegangenen Lohn. Lohn wurde für ein Kohlekraftwerk verlegt, als Andenken an Lohn steht in der Nähe des Feldes eine kleine Kapelle. Weitere „Neu“-Orte im Raum Eschweiler / Aldenhoven sind Neu-Pattern und Neu-Langweiler.

## St. Silvester

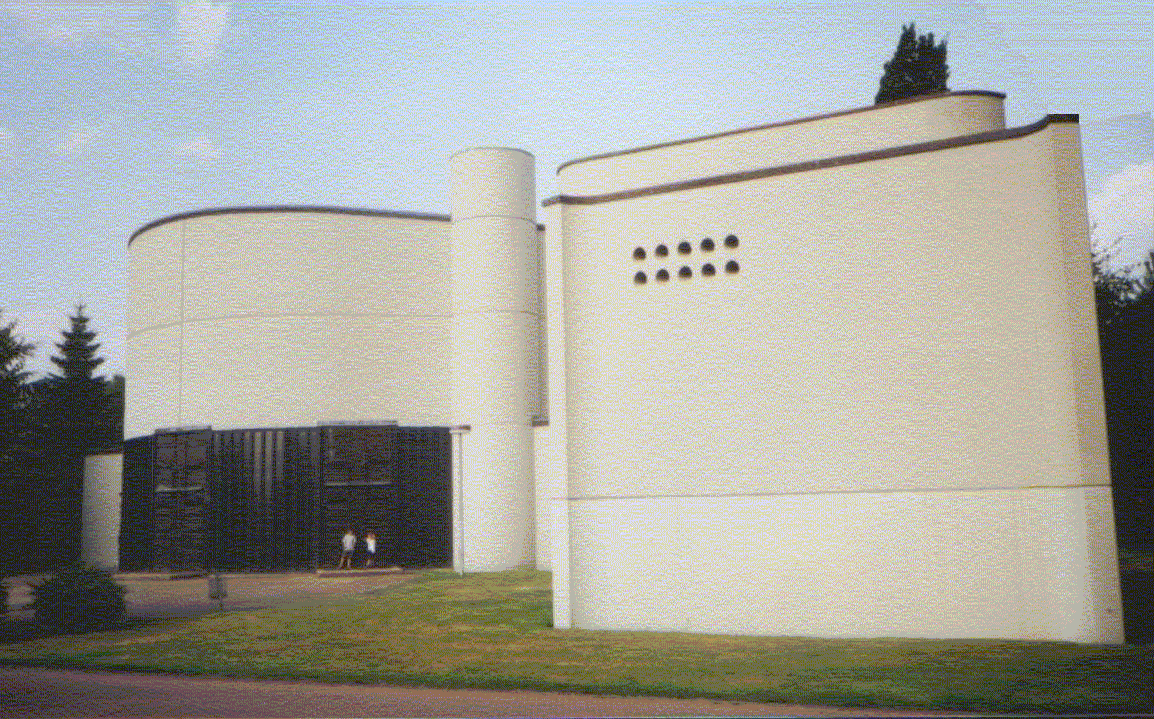
St. Silvester

St. Silvester ist der Name der katholischen Kirchengemeinde in Neu-Lohn, zu welcher Neu-Lohn und Fronhoven gehören. Die zum ehemaligen „Kirchspiel Lohn“ gehörenden Orte Lohn, Pützlohn, Langendorf und Erberich fielen dem Braunkohlentagebau zum Opfer. Am 23. Dezember 1972 wurde St. Silvester eingeweiht. 1977 wurde neben der Kirche ein Glockenträger errichtet, und Karsamstag ertönten zum ersten Mal die drei Glocken, welche auf die Namen St. Maria, St. Silvester und St. Josef geweiht sind.
St. Silvester war auch der Name der Pfarrkirche in Lohn mit dem Beinamen „Dom des Jülicher Landes“. Sie wurde im Dezember 1973 abgerissen. An ihrer Stelle steht seit 2004 die Gedächtniskapelle Kirchspiel Lohn östlich von Neu-Lohn mit Altar und weiteren geretteten Teilen der Inneneinrichtung. Bis 1973 gehörten die Kirchen St. Silvester in Lohn und St. Josef in Fronhoven zur Pfarre. St. Silvester und St. Josef wurden in den Jahren 1902/1903 und 1908/1909 erbaut. Das Gotteshaus aus dem 12. Jahrhundert wurde 1902 abgerissen. Bei Ausgrabungen am Standort der Lohner Kirche stellte man fest, dass hier schon in früheren Jahrhunderten Kirchen standen, die 1500 Jahre zurückverfolgt werden können. Urkundlich erwähnt wurde die Pfarre Lohn jedoch erst zu Anfang des 13. Jahrhunderts. Nach der Fertigstellung des neuen Pfarrzentrums mit Kirche, Kindergarten, Pfarrheim und Pfarrhaus gegen Ende 1972 ging das gesamte kirchliche Leben nach Neu-Lohn über.

## Verkehr
Neu-Lohn und Fronhoven liegen an der Landesstraße 238 zwischen Eschweiler-Dürwiß und Aldenhoven bzw. Jülich. Die nächsten Autobahnanschlüsse sind „Aldenhoven“ auf der A 44 und „Eschweiler-Ost“ auf der A 4.
Neu-Lohn verfügt über die beiden ÖPNV-Haltestellen „Ringstraße“ und „Neu-Lohn Kirche“ der AVV-Buslinie 6 der ASEAG zwischen „Eschweiler Bushof“, Dürwiß und Aldenhoven.
| Linie | Verlauf |
| ----- | --- |
| 6     | (Talbahnhof/Raiffeisenplatz – Krankenhaus –) Eschweiler Bushof – Dürwiß – Neu-Lohn – Fronhoven – (Weiler-Hausen – Niedermerz –) Aldenhoven – Bourheim – Jülich Walramplatz – Neues Rathaus – Jülich Bf/ZOB |

## Einwohnerentwicklung
| Entwicklung | Jahr | Einwohner |
| --- | ---- | --------- |
| Hier fehlt eine Grafik, die leider im Moment aus technischen Gründen nicht angezeigt werden kann. Wir arbeiten daran! |      |           |
| 2013 | 833  |           |
| 2014 | 833  |           |
| 2015 | 850  |           |
| 2016 | 851  |           |
| Mit Fronhoven. Quelle: . Werte jeweils zum 31. Dezember des Jahres.                                                   |      |           |